# Medininkai vár

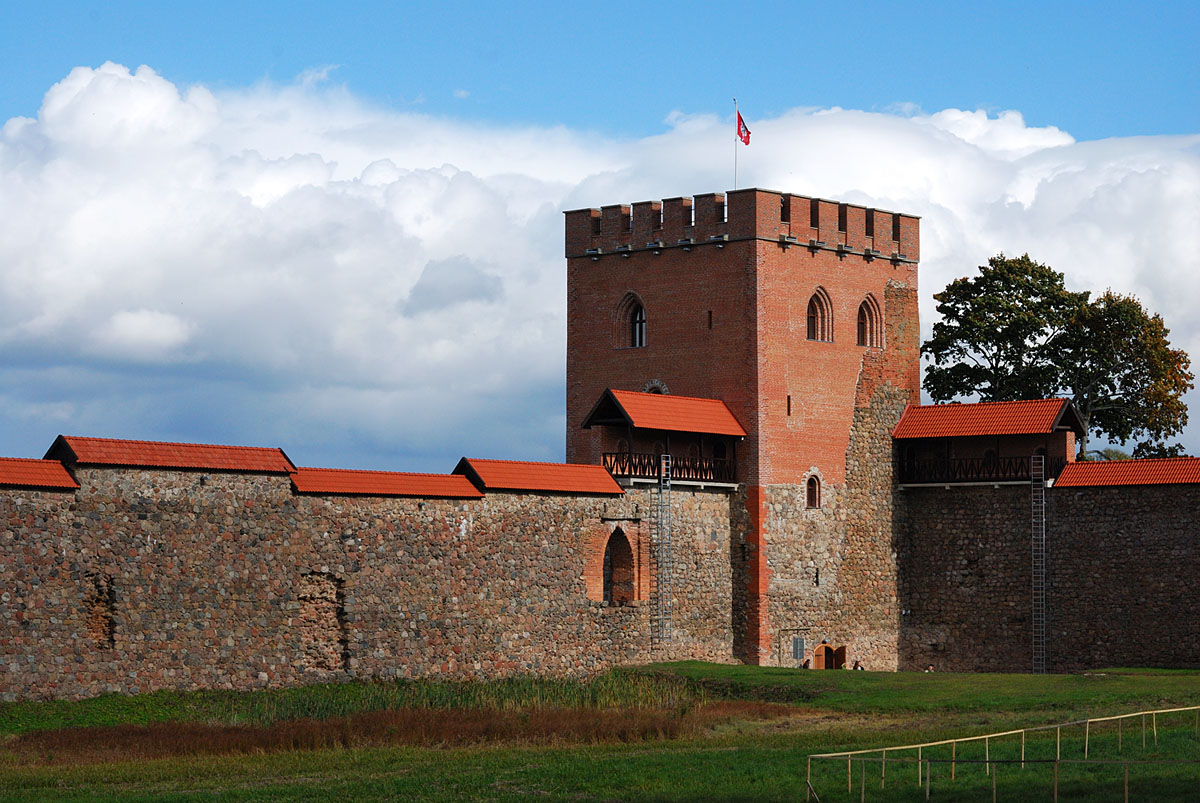
A rekonstruált vár

A medininkai vár (litvánul: Medininkų pilis) középkori vár Litvániában, a vilniusi körzetben, Medininkai falu mellett, a belarusz határtól 2 kilométerre. A 14. század első felében építették, védelmi alapterülete 6,5 hektár. Ez volt a legnagyobb területű, fallal körülvett vár az országban.
Síkságon épült, szárnyvédelemre tervezték. Négyszögletes udvara körülbelül 1,8 hektárt foglalt el, és 15 méter magas, 2 méter vastag falak vették körül. A várnak 4 kapuja és tornya volt. A 30 méter magas főtorony vagyis öregtorony szállásként szolgált. Magát Medininkai falut 1392-ben említik először a források. A várat a 15. század második felében egy tűzvész jelentősen megrongálta. A tűzfegyverek elterjedésével ez a vártípus már nem felelt meg védelmi célokra, utóbb csak lakóhelyként használták. A 17. és a 18. században farmmá és pékséggé alakították át. 2012-ben részlegesen rekonstruálták, és vártörténeti kiállítást rendeztek be az öregtoronyban.

## Fordítás
- Ez a szócikk részben vagy egészben  a   Medininkai Castle című angol Wikipédia-szócikk ezen változatának fordításán alapul.  Az eredeti cikk szerkesztőit annak laptörténete sorolja fel. Ez a jelzés csupán a megfogalmazás eredetét és a szerzői jogokat jelzi, nem szolgál a cikkben szereplő információk forrásmegjelöléseként.